# Orientaleyrodes indicus
Orientaleyrodes indicus là một loài côn trùng cánh nửa trong họ Aleyrodidae, phân họ Aleyrodinae.
Orientaleyrodes indicus được Regu & David miêu tả khoa học đầu tiên năm 1993.